# Galab Donev
Galab Spasov Donev (en búlgaro: Гълъб Спасов Донев; Sofía, 28 de febrero de 1967) es un político, especialista en leyes y finanzas de profesión, que se desempeñó como Primer Ministro de Bulgaria, desde el 2 de agosto de 2022 hasta el 6 de junio de 2023. Anteriormente sirvió en dos ocasiones como Ministro de Trabajo y Política Social y Viceprimer Ministro.

## Biografía
Nació en Sofía, capital de la República Popular de Bulgaria, el 28 de febrero de 1967. Se graduó de 35.ª escuela secundaria de idioma ruso de Bulgaria, y después pasó a estudiar en la Escuela Superior de la Fuerza Aérea "Georgi Benkovski", en Dolna Mitropoliya, donde coincidió con el más adelante presidente Rumen Radev. Más adelante también estudió Derecho en la Universidad de Ruse, y se especializó en Administración y Negocios en la Universidad de Economía Nacional y Mundial, misma de la cual obtuvo una Maestría en Finanzas.
Comenzó una carrera en el sector público como director de la Dirección de Condiciones de Trabajo y Gestión de Crisis del Ministerio de Trabajo y Política Social de Bulgaria, entre 2001 y 2007, a la vez que, entre 2005 y 2006, ocupó el cargo de Secretario General del Ministerio de Trabajo y Política Social. Más adelante, sirvió como Viceministro del Ministerio de Trabajo y Política Social entre 2014 y 2016 bajo la ministra Zornitsa Rusinova.
Bajo el Gobierno de Ognian Gerdzhikov, entre enero y mayo de 2017, se desempeñó como Ministro de Trabajo y Político Social, cargo en el que repitió de mayo a diciembre de 2021, durante el Gobierno de Stefan Yanev; bajo este último, también sirvió como Viceprimer Ministro, encargado de Política Económica y Social.
El 2 de agosto de 2022, fue designado Primer Ministro de Bulgaria por el presidente Rumen Radev, tras que este disolviera el Parlamento y convocara a elecciones generales en octubre.